# Constructores del Adytum

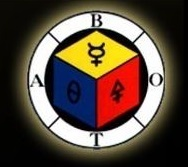
Logotipo de los Constructores del Adytum.

Los Constructores del Adytum (Builders of the Adytum, B. O. T. A.) es una escuela de esoterismo occidental con sede en Los Ángeles, Estados Unidos de América. Está registrada como una organización religiosa sin ánimo de lucro y exenta de impuestos. Fue fundada por Paul Foster Case y tiene sus raíces en la Orden Hermética de la Aurora Dorada y en la masonería azul (de los tres primeros grados). Fue extendida posteriormente por la ocultista Ann Davies.
Las enseñanzas por correspondencia de B. O. T. A. abarcan la psicología esotérica, el tarot, la cábala hermética, la astrología y las técnicas de meditación. También alberga una variedad de servicios rituales y grupos de estudio, algunos abiertos al público.
Tiene unos 5 000 miembros en todo el mundo. Está presente en Estados Unidos de América, Hispanoamérica, Australia, Nueva Zelanda y Europa.

## Origen del nombre
El Adytum hace referencia a la palabra en latín para el "Santuario Interior" o "Santo de los Santos" y la palabra "Constructores" se debe al oficio de Jesús de Nazaret, del cual algunos miembros de B. O. T. A. creen que era adepto en los misterios de la construcción de un templo vivo no realizado por manos humanas con base en Marcos 14:58.

## Historia
La orden fue fundada en 1922 por Paul Foster Case. Este era miembro senior del templo Hermes-Thoth de la sociedad Alpha et Omega (heredera de la Aurora Dorada) en los Estados Unidos. Dejó el templo por desavenencias y fundó una orden separada.

## Creencias
B. O. T. A. cree que la cábala es la raíz mística del antiguo judaísmo y el cristianismo original. Personas de todas las creencias son aceptadas si están inclinadas por el misticismo.
Para los miembros de B. O. T. A. los medios por los cuales se puede obtener una conciencia superior y una iluminación divina incluyen tanto la teoría como la práctica. Estas enseñanzas y secretos prácticos constituyen lo que los Constructores del Adytum llaman Sabiduría Eterna (Ageless Wisdom). Le llaman Eterna porque creen que no es susceptible a las mutaciones del tiempo. No creen que la Sabiduría Eterna sea principalmente un producto del pensamiento del hombre, sino que está "escrita por Dios sobre la faz de la naturaleza" y siempre está ahí para que hombres y mujeres de todas las épocas la lean, si pueden.

## Foro Abierto
Estos grupos están abiertos a todos y brindan la oportunidad de interactuar con aquellos que comparten una enseñanza y práctica espiritual común. Los propósitos del Foro Abierto incluyen (1) desarrollar el Amor y la Armonía fraternales, (2) desarrollar mayores niveles de conciencia, (3) incorporar los principios de la Sabiduría Eterna en la vida diaria, (4) aprender a disfrutar juntos la operación de la Voluntad Única (la voluntad de Dios), y (5) brindar una puerta abierta a los misterios a todos los que genuinamente los buscan. El Foro Abierto puede ser presencial o por Internet.

## Grupo Ritual
El Grupo de Trabajo Ritual ha sido muy usado en la tradición mistérica occidental como medio dinámico para generar conocimientos espirituales y fraternidad. Solamente son para miembros de B. O. T. A. y tienen lugar después de la iniciación en el Pronaos, lo que incluye un juramento para guardar el secreto. Esto es para imprimir un simbolismo más efectivo en la psicología de los aspirantes a través de una puesta en escena, usando imágenes estáticas de la baraja del tarot de B. O. T. A. en movimiento.